# Blato (rybník)
Blato je zaniklý rybník severně od Poděbrad, který byl součástí Poděbradské rybniční soustavy. V době své existence patřil mezi největší rybníky v českých zemích. Plocha přes 900 ha zabírala území mezi obcemi Pátek, Kouty, Úmyslovice a Senice.

## Vodní režim
Hlavní zdrojem vody pro tento rybník byla zaniklá Nová strouha, která se oddělovala u Odřepes od Sánského kanálu a napájela soustavu rybníků severně od Poděbrad.